# Euryischia nigra
Euryischia nigra är en stekelart som beskrevs av Girault 1913. Euryischia nigra ingår i släktet Euryischia och familjen växtlussteklar. Inga underarter finns listade i Catalogue of Life.